# Anthony Carter
Anthony Bernard Carter (Milwaukee, 16 giugno 1975) è un allenatore di pallacanestro ed ex cestista statunitense.

## Carriera
Dopo la carriera di college all'Università delle Hawaii, si dichiara eleggibile per il Draft NBA 1998, in cui non viene scelto da nessuna franchigia.
Nel 1999, da free agent, viene messo sotto contratto dai Miami Heat, squadra nella quale milita fino al 2003. 
Durante la stagione 2003-04 milita nei San Antonio Spurs.

Dal 2004 al 2006 occupa la cabina di regia dei Minnesota Timberwolves, prima di passare ad occupare quella dei Denver Nuggets. Nel gennaio 2007 vola in Italia, dove ha disputato una parte di stagione con la Legea Scafati. Terminata questa parentesi fa ritorno ai Nuggets.
Il 21 febbraio 2011 viene inserito nella trade che porta Carmelo Anthony ai New York Knicks.
Il 10 dicembre 2011 viene ingaggiato dai Toronto Raptors.
In carriera ha accumulato 5,1 punti, 2,1 rimbalzi e 4 assist di media; le sue medie sono aumentate grazie all'esperienza a Denver, in cui ha totalizzato 7,9 punti, 2,9 rimbalzi e 5,7 assist di media a gara.